# Mușchii interosoși dorsali ai mâinii

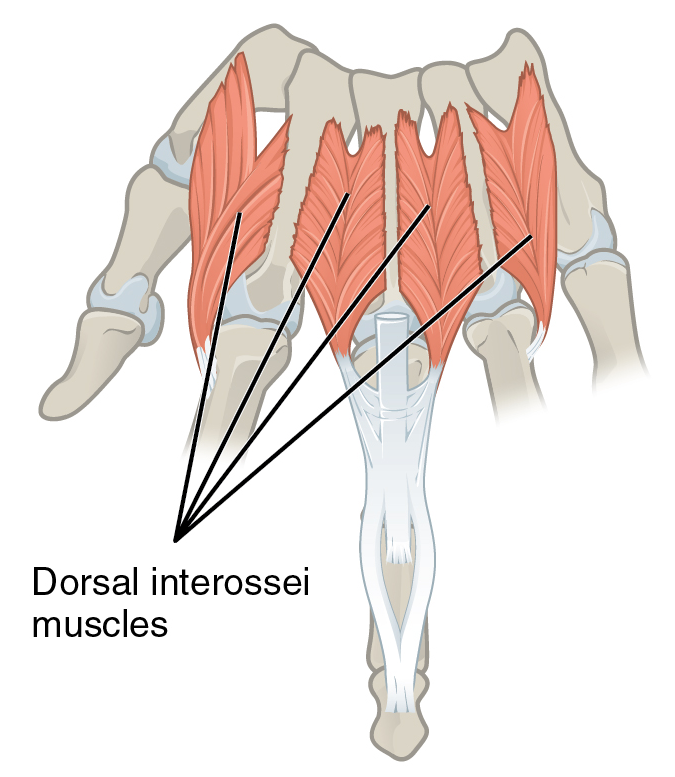
Mușchii interosoși dorsali ai mâinii (în roșu)

Mușchii interosoși dorsali (Mm. interossei dorsales) prezintă și ei câteva caractere generale: ocupă întreg spațiul interosos; se insera pe ambele metacarpiene ce mărginesc acest spațiu;
Merg distal la degetul corespunzător metacarpianului pe care au inserțiile mai puternice. Sunt în număr de patru.

## Inserții
Inserția proximală se face pe ambele metacarpiene ce delimitează spațiile interosoase, dar în mod inegal: pe întreaga față a metacarpianului care nu privește axul mâinii (deoarece pe aceasta nu se insera un interosos palmar) și pe jumătatea posterioară a feței metacarpianului
care privește axul mâinii (pe acest metacarpian se insera și un interosos palmar). 
Inserția distală se face printr-un tendon ce se împarte într-o porțiune scurtă, care se fixează pe falanga proximală și o porțiune lungă, ce se termină printr-o expansiune pe tendonul extensorului. în acest fel degetul mediu are doi interosoși dorsali și nici unul palmar.

## Acțiune
Mușchii interosoși au o acțiune comună: toți flectează falanga proximală și le extind pe celelalte două.
Au și o acțiune specială, interosoșii palmari fiind adductori (apropie degetele de axul mâinii) iar interosoșii dorsali sunt abductori (îndepărtează degetele de axul mâinii).
Interosoșii sunt sinergiști în acțiunea lor de flexiune și extensiune și antagoniști în mișcările de adducție-abducție.

## Inervație
Toți primesc ramuri din nervul ulnar; primul interosos este deseori inervat de nervul median, ceea ce
explică unele simptome paradoxale în caz de paralizie a nervului ulnar